# Brandenburški koncerti
Brandenburški koncerti (njem. Die Brandenburgischen Konzerte, izvorno franc. Six Concerts Avec plusieurs Instruments) predstavljaju skupinu od šest koncerata za komorni orkestar Johanna Sebastijana Bacha (BWV 1046-1051). Jedno su od njegovih najpoznatijih i najizvođenijih orkestralnih djela te se općenito ubrajaju među najveća barkona orkestralna glazbena ostvarenja.
Bach ih je posvetio markgrofu Christianu Ludwigu od Brandenburga, po čijem su naslovu koncerti i dobili ime. Spomenuti markogrof bio je mlađi brat prvog pruskog kralja Fridrika I. iz dinastije Hohenzollern. U vrijeme skladanja i posvete imao je 35 godina, a prethodne mu je godine umrla supruga Maria Barbara Bach. U to vrijeme boravio je u gradiću Köthenu jugozapadno od Berlina.
Koncerti pokazuju veliku raznovrsnost stilova i strukture. Zasnovani su na stilu concerto grosso.
Najraznovrsniji i najpoznatiji među koncertima je Šesti brandenburški koncert.